# Olga Freudenberg
Olga Michajłowna Freudenberg lub Frejdenberg (1890–1955) – rosyjska teoretyczka literatury, filolożka klasyczna i semantyczka. Stworzyła wiele nowatorskich koncepcji na polu semantycznego badania kultury, za życia jej prace w zasadzie nie spotkały się z szerszym oddźwiękiem, zasadniczo dopiero w latach 70. XX wieku jej badania zostały odkryte na nowo i uznane za prekursorskie w stosunku do prac m.in. Claude'a Lévi-Straussa i Northropa Frye'a.

## Życiorys
Urodziła się rodzinie pochodzenia żydowskiego, w Odessie, jednak całe niemal życie spędziła w Petersburgu. Jej ojciec był dziennikarzem i wynalazcą, ze strony matki spokrewniona była z Borysem Pasternakiem, z którym przez całe życie prowadziła korespondencję. Studiowała filologię klasyczną, 14 listopada 1924 roku obroniła pracę magisterską pod tytułem Pochodzenie powieści greckiej. Wcześnie związała się ze szkołą Nikołaja Jakowlewicza Marra. W 1924 roku obroniła swą rozprawę doktorską Poetyka fabuły i gatunku, wydaną w siedem lat później. Od 1933 roku kierowała katedrą filologii klasycznej Leningradzkiego Instytutu Filozofii, Literatury i Historii (w 1937 roku został on włączony do reaktywowanego Leningradzkiego Uniwersytetu Państwowego). II wojnę światową spędziła w Leningradzie. W 1950 opuściła Uniwersytet w związku z napiętnowaniem marryzmu. Na emeryturze, odcięta od możliwości prowadzenia normalnych badań naukowych, napisała swoją najważniejsza książkę Obraz i pojęcie.

## Dzieła

### Prace
- Pochodzenie powieści greckiej (praca magisterska, obroniona 14 XI 1924 r.)[2]
- Poetyka fabuły i gatunku (1928)
- Obraz i pojęcie